# Diplôme national de doctorat
Pour les articles homonymes, voir Docteur (titre).
Ne doit pas être confondu avec diplôme d'État de docteur.
Le diplôme national de doctorat (DND) est le plus élevé des quatre grades universitaires en France. Il correspond au grade et titre de docteur (Dr). Ce diplôme national est délivré par les universités et les établissements d'enseignement supérieur accrédités possédant une école doctorale.
La possession d'un diplôme national de doctorat donne donc droit à l'usage du titre de docteur devant le nom de la personne. En France, certains autres diplômes (médecins, pharmaciens, vétérinaires, dentistes) ouvrent droit au titre de docteur sans conférer le grade correspondant.
Le doctorat est conféré après trois années de recherche, postérieures à l'obtention du diplôme de master, et après la soutenance d'une thèse de doctorat portant sur la réalisation de travaux de recherche originaux. La préparation du doctorat constitue un parcours de troisième cycle de l'enseignement supérieur (qui n'est pas équivalent aux 3e cycles des études de santé : médecine, chirurgie dentaire, vétérinaire et pharmacie). Il sanctionne « une formation par la recherche, à la recherche et à l'innovation » et « une expérience professionnelle de recherche ». C'est le grade universitaire demandé pour devenir maître de conférences ou chercheur dans un établissement public.

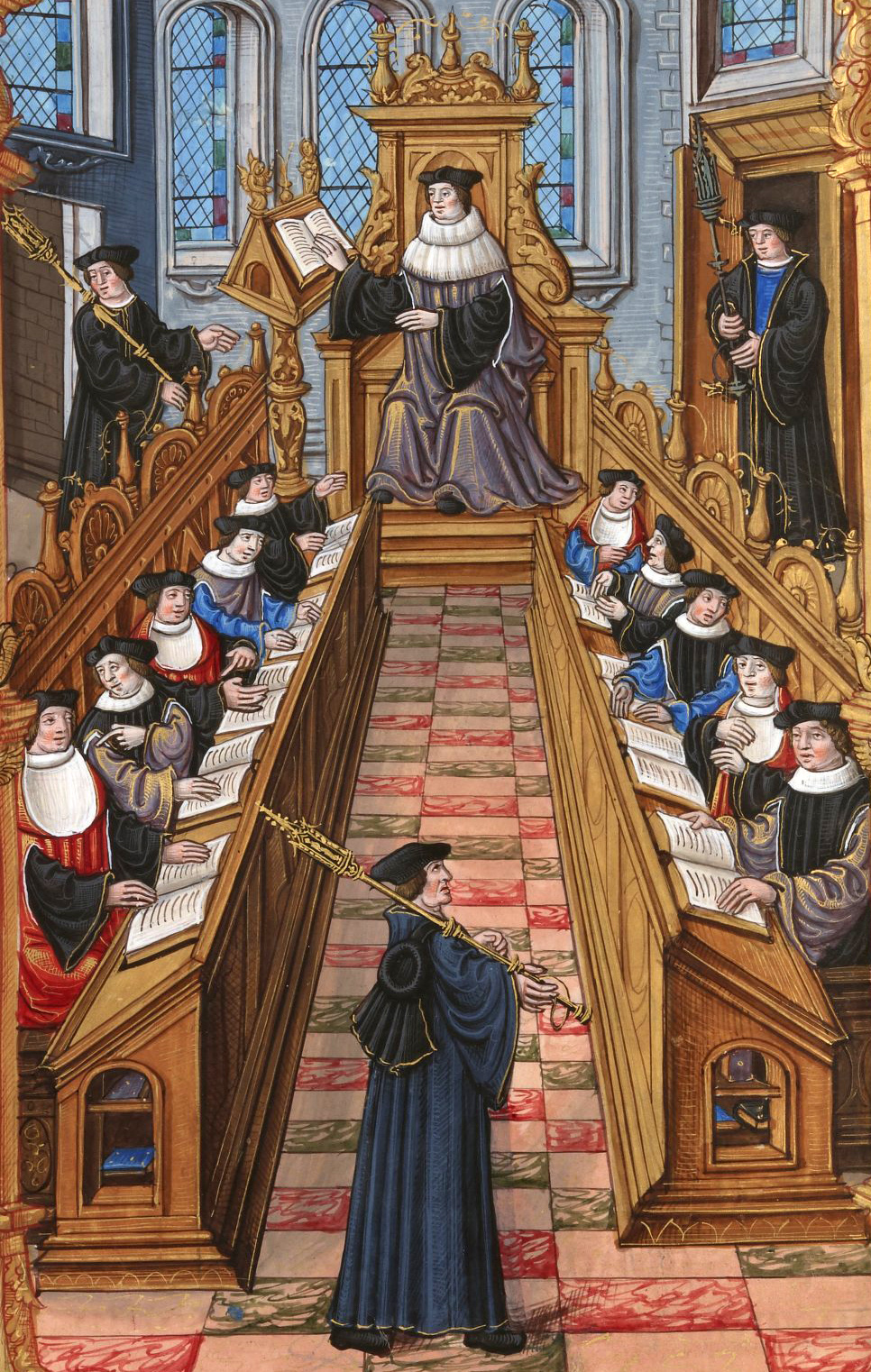
Réunion de docteurs à l'université de Paris durant le Moyen Âge

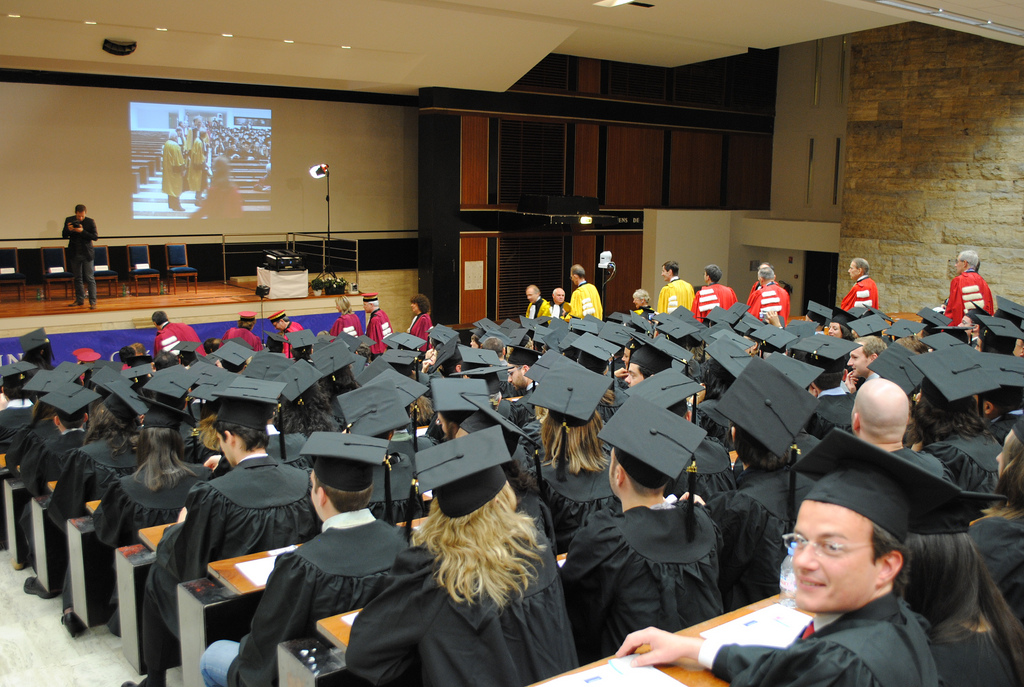
L'amphi 1 du Centre Assas lors de la cérémonie de remise des diplômes des docteurs en Droit.

## Histoire
Cette section devrait être déplacée dans l'article Histoire du doctorat en France.
Pour plus d’informations, se reporter en page de discussion. (juin 2025)

### Du Moyen Âge à la Révolution française
Les universités françaises se trouvaient dans certaines villes épiscopales où elles fédéraient toutes les écoles et collèges du diocèse, en particulier ceux de la faculté des arts, c'est-à-dire ceux qui correspondaient à notre enseignement secondaire et dont les professeurs devaient posséder une licence ès arts (licence vient de licencia docendi qui veut dire permission d'enseigner). Les grades étaient bachelier ès arts correspondant dans les autres professions à celui d'apprentis, et maître ès arts qui donnait le droit d'ouvrir une école.
Les universités pouvaient en plus avoir trois facultés correspondant à notre enseignement universitaire supérieur : une faculté de droit, une faculté de médecine et une faculté de théologie dont les professeurs portaient le titre de docteur (doctor vient du verbe latin docere qui veut dire transmettre (théorique ou pratique).
Les premières mentions de docteurs datent en France du XIIIe siècle avec l'apparition de l'Université de Paris. On trouve ce titre porté dans trois disciplines : d'abord le droit, puis la médecine et la théologie. Dans les collèges de la Faculté des Arts où sont enseignés les arts libéraux, le titre terminal demeure celui de maître ès arts.
Le grade de docteur est conféré à la suite d'une épreuve orale dénommée généralement vespérie. Le doctorat est à cette époque un titre principalement protocolaire, que ce soit dans son obtention ou dans son usage, il ne demande pas de préparation particulière si ce n'est de remplir toutes les formalités de l'époque. La durée d'obtention est avant tout allongée par le nombre réduit de sessions et déterminée par le rang obtenu par le candidat lors de l'obtention de la licence (le « major » de licence étant le premier sur la liste pour obtenir le doctorat). En obtenant le doctorat, l'impétrant devient membre de sa faculté.

#### Doctorat en théologie
La faculté de théologie reprenait les disciplines de la faculté des arts, c'est à-dire les arts libéraux ou lettres profanes, qu'elle enseignait au niveau supérieur, et y ajoutait les lettres sacrées et la théologie à proprement dit.
À la faculté de théologie de Paris, où le collège le plus réputé était celui de la Sorbonne, le candidat au doctorat doit être âgé de 35 ans, être licencié et prêtre. Il doit défendre deux thèses le même jour : la thèse « expectative » et la « vespérie ». L'expectative est soutenue par un jeune candidat, deux bacheliers du second ordre disputent contre le candidat, le licencié candidat au doctorat étant auprès de lui, elle est présidée par le grand-maître d'études du candidat. La vespérie oppose le licencié candidat à deux docteurs en théologie (magister regens et magister terminorum interpres), la soutenance est terminée par un discours du grand-maître d'études. Le lendemain, le candidat est reçu dans la grande salle de l'archevêché (aula). La cérémonie commence par un discours du chancelier auquel répond l'impétrant. Il prête serment et reçoit le bonnet de docteur. Il préside ensuite une thèse dite « aulique ». Il se rend enfin à Notre-Dame pour prêter serment. Il doit ensuite prêter serment devant l'assemblée de la faculté et est inscrit au nombre des docteurs. Cependant pour jouir de ses droits (suffrage, examination, présidence) il doit soutenir une dernière thèse appelée « résumpte » (récapitulation de tous les traités de théologie, acte rétabli en 1676) qui se tient dans les six années suivantes.

#### Doctorat en droit et ès droits
Les premières facultés de droit enseignaient le droit canon.
Environ cinq ans après la licence en droit canon, le candidat soutient une thèse afin d'être intronisé docteur en droit.
Après la création au XVIIe siècle de facultés de droit civil, il devient possible de passer un doctorat dans le deux domaines et de se dire « docteur en tous les droits », ou docteur ès droits.

#### Doctorat en médecine
Après l'obtention de la licence, le candidat au doctorat doit soutenir une thèse qu'on nomme la vespérie, dans lequel il discute une question de médecine qui lui est proposée par un des docteurs, le président prononce ensuite un discours et le lendemain il est fait docteur.
Pour devenir docteur régent, il suffit d'avoir présidé à une thèse, on obtient alors voix délibérative aux assemblées de la faculté.

### Ré-institution des doctorats par Napoléon
Après la Révolution française qui supprime les universités, c'est tout d'abord dans les disciplines de la médecine et du droit que le doctorat est rétabli en même temps que les écoles de médecine, par la loi du 19 ventôse an XI (10 mars 1803) pour la médecine, et la loi du 22 ventôse an XII (13 mars 1804) pour le droit, à l'occasion de la création des écoles de droit. Dès 1806, six docteurs en droit sont ainsi reçus. Après la création de l'Université impériale en 1806, le décret du 17 mars 1808 qui en fixe l'organisation, conserve les doctorats en droit et en médecine et y ajoute le doctorat ès sciences, le doctorat ès lettres, et le doctorat en théologie.
Comme c'était le cas dans les universités d'ancien régime, le doctorat constitue alors après le baccalauréat et la licence, le troisième et dernier grade des études supérieures, hormis en médecine où n'existent plus ni baccalauréat ni licence. Le doctorat devient ainsi un grade d'État avec une réglementation nationale. Le décret du 17 mars 1808 fixe les règles à suivre pour obtenir ces grades, le nombre de thèses à soutenir, leurs thèmes et la langue de rédaction (français ou latin) varient d'une discipline à l'autre. Les premiers doctorats furent conférés de droit aux premiers professeurs des facultés. Les gradués des anciennes universités françaises pouvaient obtenir une équivalence de grades de l'Université impériale.

#### Doctorat ès lettres
D'après le règlement relatif aux examens du doctorat ès lettres du 17 juillet 1840 (repris dans le décret du 22 août 1854), pour être admis aux épreuves du doctorat dans une faculté des lettres, il faut justifier du grade de licencié et soutenir deux thèses, l'une en latin, l'autre en français, sur deux matières distinctes, choisies par le candidat, d'après la nature de ses études, et parmi les objets de l'enseignement de la faculté. Les deux thèses seront soutenues en français. Les thèses manuscrites doivent être remises au doyen, qui les fait examiner par le professeur chargé de l'enseignement auquel chaque thèse se rapporte. Celui-ci donne son avis sur l'admissibilité de la thèse. Elle ne peut être imprimée et rendue publique que sur le visa du doyen et avec le permis du recteur. Un exemplaire de chaque thèse doit être remis à chaque professeur dix jours au moins avant la soutenance et dix exemplaires doivent être déposés au secrétariat de la faculté. Les examens de doctorat sont annoncés dans les journaux et par affiche. Les thèses sont soutenues publiquement dans la grande salle des actes de la faculté. La durée de chacune est de deux heures au moins. La faculté (ensemble des professeurs) entière assiste aux thèses et les membres argumentent par ordre d'ancienneté. Tous sont autorisés à voter sur la capacité du candidat. Après l'examen, le doyen adresse au ministre deux exemplaires de la thèse et un rapport détaillé sur la soutenance. Ce rapport est soumis au Conseil royal de l'Instruction publique avant la délivrance du diplôme.
D'après le décret relatif à l'organisation des jurys chargés de la collation des grades dans les établissements d'enseignement supérieur du 26 décembre 1875, le suffrage des six examinateurs du jury s'exprime par une des boules suivantes : blanche, blanche et rouge, rouge, rouge-noire, noire. Tout candidat qui n'a pas obtenu trois boules blanches ou qui a mérité deux boules noires est ajourné, deux boules rouges-noires équivalant à une boule noire.
De 1810 à 1885, 742 doctorats ès lettres furent conférés, dont 548 à Paris. De 1810 à 1852 on a compté 278 docteurs, puis de 1852 à 1869 170 nouveaux docteurs, et de 1869 à 1880 166 autres nouveaux docteurs. Il a été délivré en outre de 1809 à 1830, en vertu de l'arrêté du 23 mai 1809, 400 diplômes par collation.
| Diplômes délivrés    | 1950  | 1955  | 1960  | 1965  | 1968   |
| Doctorats ès lettres | 58    | 77    | 37    | 70    | 80     |
| Licences ès lettres  | 1 800 | 2 200 | 3 300 | 6 200 | 13 031 |

Le doctorat ès lettres n'a pas eu dès le début le caractère d'un doctorat fondé sur la recherche. Ainsi d'après le professeur Ebber, « Jusque vers 1830, les thèses ne furent guère autre chose que de courts programmes, l'un en français, l'autre en latin, pour la discussion publique, et cela sur des lieux communs de philosophie et de critique littéraire tels que l'Églogue, l'Épopée, l'existence de Dieu, etc. […] La Faculté des lettres renaissante se contenta longtemps de sujets très généraux et qui ne pouvaient ni bien être exposés en quelques pages, ni utilement discutés dans une soutenance de deux heures environ. [...] On devait souhaiter que les essais mêmes des jeunes docteurs pussent être, sinon des œuvres de maîtres, au moins des dissertations d'une valeur durable. Ce progrès ne tarda pas trop à s'accomplir, et, dès 1830, on peut dire que le troisième et dernier grade universitaire ne pouvait être obtenu qu'avec deux thèses, dont l'une au moins (c'était ordinairement la française) fit faire quelque progrès à la science. Un autre signe de ce progrès était la durée des soutenances. Jusqu'en 1833, la faculté de Paris procédait quelquefois à deux examens de docteur dans la même journée. À partir de cette année M. Victor Le Clmerc décida, sans demander pour cela l'intervention d'un règlement nouveau, que désormais la faculté n'examinerait qu'un docteur à la fois. La séance, divisée en deux parties pour donner quelque repos au candidat et à ses juges, ne durait guère moins de six heures ; souvent même elle dura davantage. « Le savant doyen ne s'y épargnait pas, pour sa part; et je l'ai vu un jour argumenter à lui seul pendant deux heures sur les sermons de saint-Thomas d'Aquin. Étions-nous assez loin déjà du temps où l'on pouvait reprocher au doctorat de n'être qu'une élégante passe d'armes, sur des lieux communs familiers à tous les humanistes ? » Cette exigence d'une démarche de recherche est attestée par l'arrêté du 17 juillet 1840. La circulaire du 14 novembre 1903, faisant suite au décret du 28 juillet 1903, revient longuement sur cette exigence en qualifiant la thèse de doctorat ès lettres de « premier travail scientifique important d'un jeune professeur », tout en s'insurgeant de son « étendue parfois excessive. Il faut cesser de considérer que la valeur d'une recherche est proportionnelle à son épaisseur ». L'auteur de la circulaire pointe ainsi du doigt l'allongement de la durée de préparation et l'accroissement du volume, problème qui perdurera jusqu'à l'instauration du nouveau doctorat en 1984. Il ajoute sur ce sujet qu'«il n'est pas nécessaire, et il est même dangereux que [le candidat] prétende débuter par un livre de proportion trop considérable et qu'il n'y use de longues années d'efforts. Ce qu'il importe c'est que les qualités de méthodes, de savoir, d'esprit critique dont il aura donné la mesure dans sa thèse s'affirment ensuite et se développent dans de nouveaux travaux ».

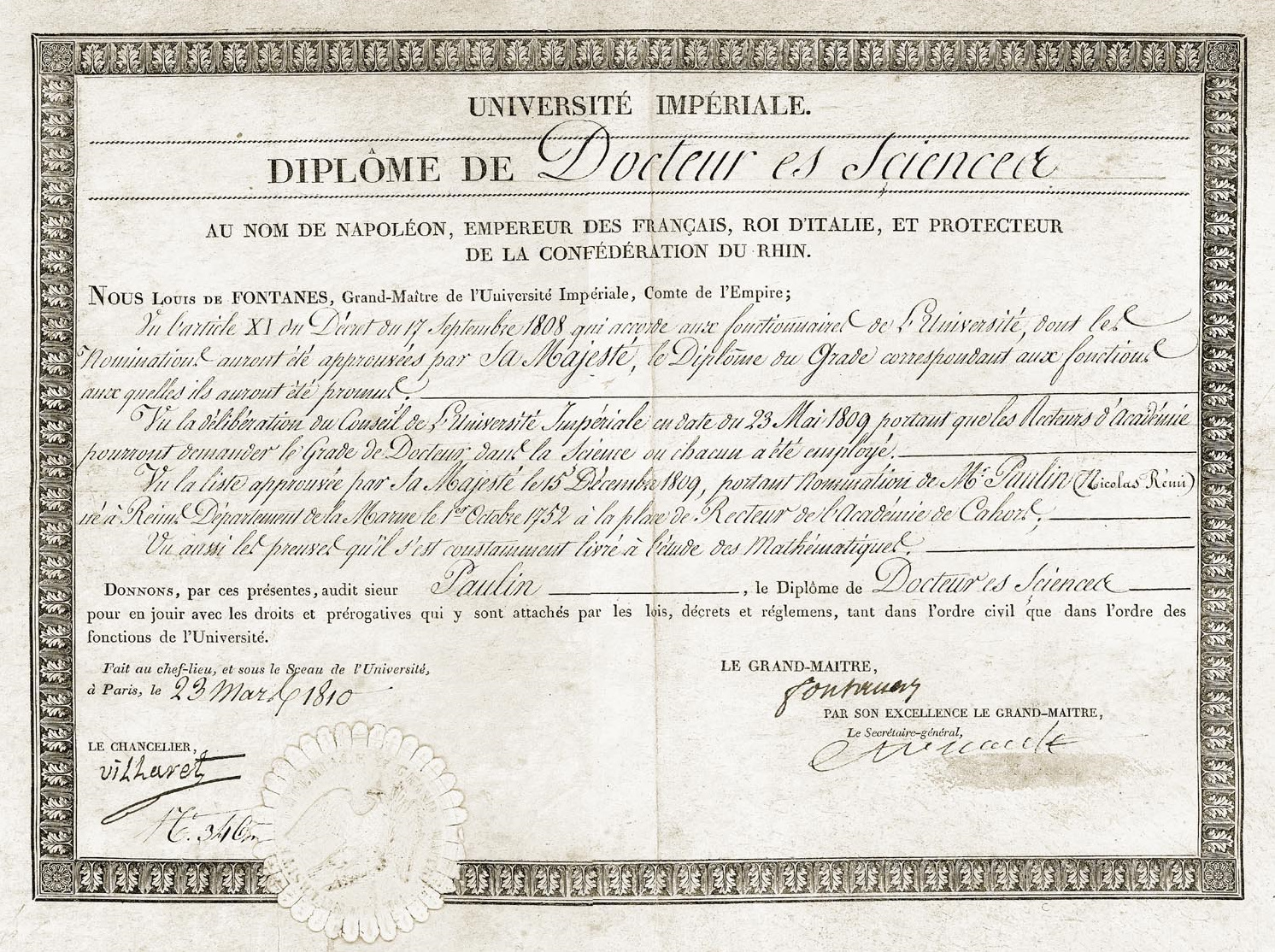
Diplôme de docteur ès sciences daté de 1810

#### Doctorat ès sciences
D'après les décrets des 17 mars 1808 et 22 août 1854 et l'arrêté du 8 juin 1848, pour obtenir le doctorat ès sciences il faut être licencié ès sciences de l'ordre correspondant (mathématiques, sciences physiques, sciences naturelles), soutenir deux thèses approuvées devant la faculté et répondre aux questions ou objections des juges. Le règlement de 1848 donne la possibilité de ne présenter qu'une seule thèse avec une discussion de questions proposées par la faculté et dans tous les cas présentations de l'histoire complète du point de science exposé. Une exigence de résultats nouveaux apparaît également pour les thèses ès sciences physiques et ès sciences naturelles. En ce qui concerne les sciences mathématiques, le choix est laissé aux candidats de proposer deux thèses en astronomie et en mécanique, ou un travail original sur n'importe quel thème mathématique et ce n'est qu'à partir de 1890 que les travaux présentés relèvent presque systématiquement de recherches originales.
Durant le XIXe siècle, 1 048 doctorats ès sciences furent conférés, 41 % ès sciences physiques, 36 % ès sciences naturelles et 23 % ès sciences mathématiques. Plus particulièrement, entre 1810 et 1830, 56 doctorats ès sciences furent conférés, 100 entre 1831 et 1840, 570 entre 1841 et 1885, 350 entre 1872 et 1890. On constate une explosion du nombre de diplômés à partir de 1870 et une croissance des thèses expérimentales à partir de 1880, correspondant à la mise en place des mesures gouvernementales visant à développer les laboratoires de recherche (notamment au travers de la création de l'École pratique des hautes études). Les trois quarts furent obtenus à Paris. Dans la période 1876-1880, 20 doctorats ès sciences furent en moyenne conférés par an, nombre qui passa à 37 dans la période 1908-1912 et à 80 en 1938-39. Au milieu des années 1960, on compte la délivrance de 300 doctorats ès sciences par an, dont un tiers en physique. En 1968, on comptait la délivrance de 774 doctorats ès sciences comprenant 55 doctorats ès sciences mathématiques, 502 doctorats ès sciences physiques 191 doctorat ès sciences naturelles et 26 doctorats ès sciences appliquées.
En 1963, on jugeait que « la préparation d'une thèse de doctorat ès sciences en chimie exige un minimum de quatre années de travail à temps plein au laboratoire. Il n'est pas rare d'y consacrer cinq ou six ans, les thèses dont la préparation est la plus longue étant celles dans lesquelles sont mises en œuvre des techniques dont la maîtrise est la plus longue à acquérir. Les facteurs liés à la personnalité du chercheur constituent de toute évidence un élément décisif du succès, mais la chance peut favoriser parfois ceux qui savent profiter des occasions qu'elle leur offre. »
En 1896, le système des certificats d'études supérieures est instauré pour la licence ès sciences. L'inscription à la préparation du doctorat nécessitait dès lors du candidat la possession d'une licence ès sciences formée d'un groupe bien déterminé de certificats d'études supérieures (licence dite « licence de doctorat ») .
Le décret du 5 mai 1961 tendant à favoriser la formation technique supérieure dans les facultés des sciences crée un doctorat ès sciences mention sciences appliquées dont la préparation est accessibles aux titulaires d'une licence ès sciences de doctorat, aux titulaires d'une licence ès sciences appliquées munis d'un certificat d'études supérieures complémentaire et aux titulaires de certains diplômes d'ingénieur munis d'un certificat d'études supérieures complémentaire.

#### Doctorat en droit
D'après les décrets des 21 septembre 1804 et 22 août 1854, l'ordonnance du 29 septembre 1835, les arrêtés des 5 décembre 1850 et 4 février 1853, pour obtenir le doctorat en droit, il faut être licencié en droit, faire une quatrième année d'études, prendre quatre inscriptions, subir deux examens et soutenir une thèse composée de deux dissertations, l'une sur le droit romain, l'autre sur le droit français. Le candidat doit joindre aux deux dissertations au moins quatre propositions sur l'histoire et les difficultés du droit romain, trois sur le droit français, deux sur le droit criminel et deux sur le droit des gens ou le droit public.
En 1856, on compte 85 nouveaux docteurs en droit.
Le décret du 30 avril 1898 divise le doctorat en droit en deux mentions: sciences juridiques, d'une part, et sciences politiques et économiques d'autre part. En 1925 quatre diplômes d'études supérieures sont créés et se substituent aux examens du doctorat: le diplôme d'études supérieures d'histoire du droit et de droit romain, le diplôme de droit public, le diplôme de droit privé et le diplôme d'économie politique. Il est dès lors nécessaire d'en détenir deux pour s'inscrire en doctorat.

#### Doctorat en théologie
D'après le décret du 22 août 1854 et l'arrêté du 24 août 1838, pour obtenir le doctorat en théologie dans une faculté catholique, il faut être licencié en théologie, puis obtenir une maîtrise et avoir pris quatre inscriptions dans la faculté, subir un examen sur toutes les matières de l'enseignement théologique ; soutenir une thèse en latin ou en français, sur les mêmes matières.

### La création d'autres diplômes de docteur

#### Doctorat d'université
En 1897, sur une suggestion de Gabriel Lippmann s'inspirant du modèle allemand, a été créé un doctorat d'université, titre d'ordre scientifique institué par chaque université et qui ne conférait aucun droit d'ordre public (il n'accorde pas de droit à une promotion). Pour se présenter à ce doctorat, il fallait être en possession de deux certificats d'études supérieures au choix pour les candidats français et avec des équivalences pour les candidats étrangers. La licence n'était donc pas obligatoire. Le doctorat d'université était accompagné d'une des mentions suivantes : sciences, lettres, médecine, pharmacie, puis plus tard, droit. Il était principalement préparé par des candidats étrangers. Le candidat devait présenter une thèse et répondre à des interrogations sur des questions qu'il avait préparées.

#### Diplômes des disciplines de santé
Les écoles de pharmacie préparent au titre d'État de « pharmacien supérieur » puis diplôme d'État de pharmacien. La loi du 31 juillet 1923 autorise les écoles nationales vétérinaires à délivrer le diplôme de docteur vétérinaire. Le décret du 11 août 1939 crée le diplôme de docteur en pharmacie, sanctionnant une expérience de recherche. Enfin, la loi du 24 décembre 1971 institue le diplôme d'État de docteur en chirurgie dentaire, obligatoire dorénavant pour exercer l'odontologie en France, remplaçant le diplôme d'État de chirurgien-dentiste créé en 1892.

#### Titre d'ingénieur-docteur
En 1923 est créé le titre d'ingénieur-docteur dont la préparation est ouverte aux titulaires de certains titres d'ingénieur diplômé. La réglementation est modifiée en 1931 puis 1948. Il est ensuite transformé en titre de docteur-ingénieur et ses modalités sont à nouveau revues en 1966 : la première année est alors constituée par la préparation d'un diplôme d'études approfondies et la deuxième année devant conduire à la soutenance de deux thèses, l'une portant sur des recherches d'ordre technique ou d'ordre scientifique applicable et l'autre portant sur un sujet choisi par le jury et devant permettre d'apprécier les connaissances générales du candidat. La durée de préparation de la thèse pour ce diplôme passe à deux ans en 1974.

#### Doctorat ès sciences économiques
Le décret du 24 mars 1948 crée un doctorat ès sciences économiques délivré par les facultés de droit. Le grade de docteur ès sciences économiques est conféré aux candidats qui justifient du diplôme d'études supérieures d'économie politique, du diplôme d'études supérieures de sciences économiques, et qui ont été jugés dignes de ce grade après soutenance d'une thèse imprimée.

#### Doctorat ès sciences politiques
Le décret du 19 décembre 1956 crée un doctorat ès sciences politiques délivré par les facultés de droit. Le grade de docteur ès sciences politiques est conféré aux candidats qui justifient du diplôme d'études supérieures de droit public, du diplôme d'études supérieures de sciences politiques et qui ont été jugés dignes de ce grade après la soutenance d'une thèse.

#### Doctorat en biologie humaine
Après création en 1960 dans les facultés de médecine d'un cycle d'enseignement préparatoire à la recherche en biologie humaine, un cycle d'études et de recherches en biologie humaine conduisant à une maîtrise de biologie humaine, à un diplôme d'études et de recherches en biologie humaine et à un doctorat en biologie humaine voit le jour en 1966.
Le cycle d'études et de recherches en biologie humaine comprenait trois parties.
- La première partie, débutant après le baccalauréat, comprenait des enseignements spéciaux, en parallèle aux enseignements conduisant au  certificat préparatoire aux études médicales, portant sur les statistiques, les mathématiques, la physique et la chimie, elle était sanctionnée par un  certificat préparatoire aux études de biologie humaine. L'arrêté du 18 août 1978 supprima la première partie du cycle d'études.
- La deuxième partie, ouverte au titulaire du certificat préparatoire précité, comportait des enseignements conduisant à des certificats d'études supérieures de biologie humaine. La maîtrise de biologie humaine était délivrée aux titulaires de trois certificats d'un même groupe possédant également le diplôme d'État ou d'université de docteur en médecine (remplacé à partir de 1971 par la possession de l'attestation de fin de 2e cycle). La maîtrise de biologie humaine est remplacée par la maîtrise de sciences biologiques et médicales par l'arrêté du 24 juin 1987.
- La troisième partie, ouverte au titulaire de la maîtrise de biologie humaine, comportait tout d'abord l'obtention d'un certificat d'études supérieures supplémentaires, qui devient en 1970 une attestation d'études approfondies (AEA) avec mention d'une discipline et d'une spécialisation, et la soutenance d'un mémoire rédigé à l'issue d'un stage d'une durée de deux années minimum, conduisant à l'obtention du diplôme d'études et de recherches en biologie humaine (DERBH). Après l'obtention de ce diplôme, une thèse en vue du doctorat en biologie humaine pouvait être soutenue (le décret ne donnant pas plus de détails sur le contenu des travaux présentés). Un nouvel arrêté concernant le cycle d'études et de recherches en biologie humaine est signé en 1975 (15 juillet). Il précise que les candidats au « doctorat d'État en biologie humaine » doivent présenter en soutenance une thèse ou un ensemble de travaux « attestant leur aptitude à mettre en œuvre une recherche scientifique de haut niveau ». Le candidat doit poursuivre ses travaux sous la responsabilité d'un directeur de recherche (professeur titulaire, maître de conférences agrégé, directeur de recherche ou maître de recherche). Le candidat doit déposer le sujet de recherche auprès de l'université et doit renouveler le dépôt et l'agrément du directeur de recherche au bout de cinq ans. Le candidat peut également présenter en soutenance un ensemble de travaux réalisés en dehors du contrôle d'un directeur de recherche. Le doctorat d'État en biologie humaine est défini dans une discipline précise : anatomie, anatomie pathologique, biochimie, biophysique, cancérologie expérimentale, génétique, hématologie, histologie et embryologie, immunologie, mathématiques et statistiques, microbiologie, parasitologie, pharmacologie, physiologie et psychologie médicale.

### Doctorat de spécialité (3ecycle)
En 1954, un troisième cycle d'études supérieures, dit de spécialisation, est créé dans les facultés des sciences, puis en 1958 dans les facultés de lettres, puis en 1963 dans les facultés de droit et des sciences économiques. Un « diplôme de docteur dans une spécialité », renommé en « doctorat de spécialité (3e cycle) » est alors créé. La réforme Fouchet de 1966 place, dans les facultés des sciences et des lettres, le 3e cycle à la suite de la maîtrise avec la préparation du diplôme d'études approfondies en un an et du doctorat de 3e cycle en un ou deux ans.

#### Facultés des sciences
Le troisième cycle d'enseignement est créé dans les facultés des sciences par le décret no 54-770. Il a pour objet de donner aux étudiants des connaissances approfondies dans une spécialité et de les initier à la recherche. Ce cycle succède au cycle d'initiation à l'enseignement supérieur, sanctionné par l'un des certificats d'études supérieures préparatoires, et au cycle de formation scientifique générale préparant à la licence. La durée du troisième cycle est fixée a deux années minimum par le décret no 55-38. Pour s'inscrire en deuxième année, le candidat doit justifier d'un certificat d'études supérieures figurant sur une liste et obtenu soit au cours du cycle de la licence, soit à l'issue de la première année du troisième cycle. Le candidat doit en fin de deuxième année satisfaire à une épreuve orale et soutenir avec succès une thèse. L'épreuve orale comprend une interrogation et des exercices pratiques. Elle est destinée à vérifier la possession par le candidat d'une initiation suffisante aux techniques de la recherche et leur connaissance de la discipline à laquelle se rattache leur doctorat. Le candidat doit obtenir la moyenne à l'épreuve orale pour pouvoir soutenir sa thèse. Celle-ci doit être inédite et porter sur un sujet répondant à une spécialité. L'épreuve orale a lieu trois mois avant la soutenance de la thèse. Le candidat ayant soutenu avec succès sa thèse se voit délivrer un « diplôme de docteur dans la spécialité définie, sanctionnant le 3e cycle d'enseignement dans les facultés des sciences ». Le décret 63-972 supprime l'épreuve orale et la remplace par la discussion en fin de première année d'un rapport écrit présenté par le candidat sur son travail personnel et sur les connaissances acquises en vue de la préparation du doctorat. Les titulaires du diplôme d'études supérieures en étaient dispensés.
« Lorsque son travail a donné quelques résultats (après 18 mois environ), il peut rédiger un mémoire et le présenter devant la faculté. Si sa soutenance est satisfaisante, il obtient le titre de docteur dans la spécialité à laquelle se rattachent ses recherches (électronique, physique du solide, physique nucléaire…). »
En 1964 est créé le diplôme d'études approfondies, en lieu et place des certificats d'enseignement supérieur de 3e cycle, sanctionnant la première année du 3e cycle, et le diplôme terminal devient le « doctorat de spécialité (3e cycle) », défini par l'une des cinq disciplines complétée par la mention d'une spécialité (cf. tableau ci-dessous). La soutenance de thèse devait avoir lieu au minimum un an après l'obtention du DEA.
On compte au milieu des années 1960 la délivrance d'environ 500 doctorats de spécialité (3e cycle) et en 1968 précisément 1 263

#### Facultés des lettres et sciences humaines
Le 3e cycle dans l'enseignement supérieur des lettres est créé par le décret du 19 avril 1958. Celui-ci dispose que « les conférences et travaux pratiques destinés à donner aux étudiants des connaissances approfondies dans une spécialité et à la former au maniement des méthodes de recherche sont aménagés en un 3e cycle d'enseignement qui prolonge le cycle préparant au certificat d'études littéraires générales et le cycle préparant à la licence. »
L'accès y est subordonné à la détention de la licence ès lettres. La durée du 3e cycle est d'au moins deux années. Les étudiants de 3e cycle doivent participer aux activités d'un groupe de travail placé sous le contrôle d'un directeur de recherches. Pour s'inscrire en deuxième année, l'étudiant doit soumettre à son directeur de recherche ainsi qu'à un autre directeur désigné par le doyen un rapport sur le travail accompli au cours de la première année et faire preuve, dans une interrogation orale et des exercices pratiques, d'une initiation suffisante aux techniques de recherche propres à la spécialité qu'il a choisie. Le diplôme d'études supérieures en lettres peut donner dispense de la première année et du premier examen.
À partir de la fin de la deuxième année, le candidat peut soutenir devant une faculté des lettres une thèse en vue d'obtenir un doctorat défini par une spécialité déterminée par le jury d'examen et figurant dans une liste fixée pour chaque faculté des lettres par arrêté du ministre de l'éducation nationale. Le candidat peut utiliser le résultat de recherches antérieurement effectuées en vue de l'obtention d'un autre diplôme. Les trois membres du jury, sous la présidence du professeur de faculté des lettres le plus ancien, se réunissent en vue d'établir un rapport commun; après avoir invité le candidat à présenter oralement des explications complémentaires, ils prononcent l'admission ou l'ajournement; ils peuvent déclarer que la thèse mérite d'être tenue pour équivalente à une thèse complémentaire de doctorat ès lettres.
À la suite de la réforme Fouchet, le décret 67-689 place le 3e cycle après la maîtrise. Le 3e cycle est ouvert aux titulaires d'une maîtrise des facultés des lettres et sciences humaines, mais également aux titulaires d'une maîtrise des facultés des sciences ou d'une licence des facultés de droit et des sciences économiques.

#### Facultés de droit et des sciences économiques
Un doctorat de spécialité (3e cycle) fut créé dans les facultés de droit et des sciences économiques en 1963 par le ministre Christian Fouchet. Selon le décret 63-618, ce doctorat consacrait la possession des connaissances approfondies et la formation au maniement des méthodes de recherche dans une spécialité. La durée de préparation au doctorat de spécialité était au minimum de deux années. Pour être admis à s'inscrire en vue de cette préparation il fallait être licencié en droit ou ès sciences économiques. Au terme de la première année, le candidat devait présenter un rapport sur le travail accompli et justifier, dans une épreuve orale et des exercices pratiques, d'une initiation aux techniques de recherche et de connaissances suffisantes dans la spécialité choisie. L'admission en deuxième année était décidée conjointement par le directeur d'études et de recherche et par un professeur de la faculté désigné par le doyen. À la fin de la deuxième année, le candidat devait soutenir oralement devant un jury de trois enseignants une thèse portant sur les recherches personnelles effectuées dans la spécialité choisie.

### Unification des disciplines après 1968
Avec l'apparition du 3e cycle, les modifications du 2e cycle et la multiplication des disciplines universitaires, la réglementation concernant les diplômes de docteur est devenue fort complexe. Chacun des doctorats « de 1808 », doctorat ès sciences, ès lettres et en droit, est alors régi par un ou plusieurs textes différents, datant parfois du XIXe siècle, il en est de même pour les diplômes de docteur créés dans le cadre des 3e cycles propres à chacune des disciplines.
Dans le cadre de la réforme Fouchet des 1er et 2e cycle en 1966, les doctorats « 1808 » et les doctorats « 3e cycle » sont placés après la maîtrise pour les sciences et les lettres. C'est à cette même époque qu'apparait l'expression de « diplôme d'État de docteur » pour distinguer les doctorats « 1808 » des doctorats de 3e cycle.
La loi d'orientation de l'enseignement supérieur de 1968 comporte dans son article 20 une disposition générale concernant l'ensemble des doctorats de toutes les disciplines : 

« Les titres de docteur sont conférés après la soutenance d'une thèse ou la présentation en soutenance d'un ensemble de travaux scientifiques originaux. Cette thèse et ces travaux peuvent être individuels ou, si la discipline le justifie, collectifs, déjà publiés ou inédits. Dans le cas où la thèse ou les travaux résultent d'une contribution collective, le candidat doit rédiger et soutenir un mémoire permettant d'apprécier sa part personnelle. »

— Article 20 de la loi du 12 novembre 1968 d'orientation de l'enseignement supérieur
La « thèse complémentaire » nécessaire pour le doctorat ès lettres et la « proposition de la faculté » pour le doctorat ès sciences disparaissent alors.

#### Réforme de 1974
Le principal effet de la réforme de 1974 est de rassembler les réglementations de ces trois diplômes dans des arrêtés indépendants des disciplines. La réglementation des doctorats ès sciences, ès lettres et en droit est donc rassemblée dans l'arrêté du 16 avril 1974 concernant le doctorat d’État. Les doctorats des disciplines de santé sont cependant restés régis par des textes séparés jusqu’en 1984 (doctorat d’État en sciences pharmaceutiques, doctorat d’État en odontologie, doctorat d’État en biologie humaine). Ainsi à partir de l’année universitaire 1974-1975 trois diplômes coexistent.
Le doctorat d’État « sanctionne la reconnaissance, par un jury de l’aptitude du candidat à mettre en œuvre une recherche scientifique originale de haut niveau. » La maîtrise est obligatoire pour postuler à ce diplôme qui s’obtient après la présentation d’une thèse ou d’un ensemble de travaux et qui se situe dans une des disciplines suivantes : droit, sciences économiques, sciences de gestion, science politique, sciences, lettres et sciences humaines, théologie catholique, théologie protestante. Le doctorat d’État correspondant au grade de docteur du décret de 1808 restait indispensable pour accéder à un poste de maître de conférences ou de professeur titulaire, et pouvait être entrepris dès l’obtention d’une maîtrise mais faisait souvent suite à un doctorat de troisième cycle. La préparation du doctorat d’État se faisait généralement sur un poste d’assistant de faculté, de maître-assistant de faculté (correspondant actuellement, en termes d’échelle indiciaire, au poste de maître de conférences) ou d’attaché de recherche du CNRS. La durée de préparation était généralement de quatre à sept ans en sciences, souvent plus longue pour les disciplines littéraires, la durée de la préparation étant généralement corrélée à la durée du contrat ou la nature du poste et à sa charge d’enseignement. Les titulaires du doctorat d’État pouvaient alors, à environ 30 à 35 ans, devenir maître de conférences (correspondant actuellement à la rémunération de professeur des universités de 2e classe) ou chargé de recherches du CNRS (correspondant actuellement à la rémunération de chargé de recherche du CNRS de 1re classe), puis maître de recherches du CNRS (actuellement directeur de recherche de 2e classe) et plus tard professeur titulaire (actuellement professeur des universités de 1re ou hors classe) ou directeur de recherches du CNRS (actuellement directeur de recherche de 1re ou hors classe).
Le doctorat du 3e cycle, de même que le diplôme de docteur-ingénieur, « sanctionne une formation acquise dans la pratique de la recherche. Cette formation est destinée à approfondir les connaissances dans la spécialité choisie et à développer la maîtrise des méthodes rigoureuses de raisonnement et d’expérimentation nécessaire tant dans les activités économiques que dans la recherche scientifique et l’enseignement supérieur. » La préparation dure trois ans dont une consacrée au diplôme d'études approfondies. Le doctorat de troisième cycle fait suite à la maîtrise alors que le diplôme de docteur-ingénieur est destiné aux porteurs du diplôme d’ingénieur.

#### Disciplines de santé
Avec la réforme de 1973, les diplômes nommés doctorat dans les disciplines de santé sont : 
- le doctorat d’État en médecine ;
- le doctorat d'État en chirurgie dentaire ;
- le doctorat de troisième cycle de sciences odontologiques ;
- le doctorat d'État en pharmacie ;
- le doctorat d'État en biologie humaine.

En février 1977, le doctorat d’État en pharmacie est remplacé par le doctorat d’État ès sciences pharmaceutiques, auquel est ajouté le doctorat de troisième cycle dans les disciplines pharmaceutiques. En 1980, le diplôme d’État en odontologie est créé. De plus, en 1980 toujours, le diplôme d’État de pharmacien et le certificats d'études supérieures de pharmacie sont remplacés par le diplôme d'études approfondies dans les disciplines pharmaceutiques et le diplôme d'État de docteur en pharmacie.

### Unification des diplômes après 1984
En 1984, la durée de préparation de la thèse de doctorat de 3e cycle est jugée trop courte (1 à 2 ans) et celle du doctorat d'État trop longue (4 à 7 ans en sciences,, le double en lettres[réf. nécessaire]).
Le doctorat est l’objet d'une réforme profonde en 1984 après laquelle ne subsiste qu’un unique doctorat correspondant au grade de docteur créé par le décret de 1808. Cette réforme a pour objectif de n’avoir plus en France qu’un seul doctorat de recherche dont la durée de préparation serait plus conforme aux « standards internationaux ». Elle a lieu à la suite de la loi Savary et en particulier son article 16 : 
« Article 16 - Le troisième cycle est une formation à la recherche et par la recherche, qui comporte la réalisation individuelle ou collective de travaux scientifiques originaux. Il comprend des formations professionnelles de haut niveau intégrant en permanence les innovations scientifiques et techniques. Le titre de docteur est conféré après la soutenance d’une thèse ou la présentation d’un ensemble de travaux scientifiques originaux. Cette thèse ou ces travaux peuvent être individuels ou, si la discipline le justifie, collectifs, déjà publiés ou inédits. Dans le cas où la thèse ou les travaux résultent d’une contribution collective, le candidat doit rédiger et soutenir un mémoire permettant d’apprécier sa part personnelle. Le titre de docteur est accompagné de la mention de l’université qui l’a délivré. L’aptitude à diriger des recherches est sanctionnée par une habilitation délivrée dans des conditions fixées par arrêté du ministre de l'éducation nationale. »
Ainsi les études doctorales, situées après la maîtrise ou le diplôme d’ingénieur, comprennent une année pour préparer le DEA et deux à quatre ans pour le doctorat.
L’habilitation à diriger des recherches (HDR), nouvelle qualification créée en 1984 succède au doctorat d’État.
Cette réforme va de pair avec une réforme du statut des enseignants-chercheurs. L’ancien corps des maîtres-assistants était accessible aux docteurs de 3e cycle, aux docteurs-ingénieurs ou encore aux professeurs agrégés, le doctorat « unifié » est alors devenu le diplôme de référence pour accéder au corps des maîtres de conférences qui s’y est substitué en 1984. Pour l’accès au corps des professeurs des universités, l’habilitation à diriger des recherches est devenu le diplôme de référence.
| Doctorat (3)                |                         | Doctorat d'État (4 et +) Doctorat de 3e cycle (2) |
| Master (2)                  | DEA-DESS (1)            |                                                   |
|                             | Maîtrise (1)            |                                                   |
| Licence (3)                 | Licence (1)             |                                                   |
|                             | DEUG (2)                |                                                   |
| Actuel système de Grade LMD | Ancien système de Grade |                                                   |

Un arrêté modifie les études doctorales en 1988, sans grandes évolutions. En 1992, un nouvel arrêté définit le troisième cycle de l’enseignement supérieur qui comprend la voie d'ingénierie avec le diplôme d'études supérieures spécialisées en un an; soit la voie de recherche avec le diplôme d'études approfondies en un an. C’est également la création des écoles doctorales. Le texte précise que « la durée recommandée de préparation du doctorat est de trois années ».
Dix ans plus tard, la réforme LMD va modifier la filière universitaire générale. Toutefois le doctorat reste sous la même forme, il est seulement précisé que la première phase des études doctorales comprend soit un DEA soit un master recherche. En 2006, la « formation doctorale » se réfère uniquement au doctorat, menant à la soutenance d'une thèse. La notion de « cycles universitaires » reste inchangée jusqu’en 2007 quand la loi LRU consacre que les grades de licence, de master et de doctorat sont conférés respectivement dans le cadre du premier, du deuxième et du troisième cycle.
En 2013, la loi relative à l'enseignement supérieur et à la recherche prévoit que « les titulaires d'un doctorat peuvent faire usage du titre de docteur, en mentionnant la spécialité, dans tout emploi et toute circonstance professionnelle qui le justifient » et « les titulaires d'un doctorat en médecine, en chirurgie dentaire ou en pharmacie radiés du tableau de l'ordre professionnel compétent ne peuvent faire état du titre de docteur dans le cadre de leurs activités professionnelles ou associatives ». Un nouvel arrêté sur la délivrance du diplôme national de doctorat entre en vigueur à la rentrée 2016,.
Les thèses sont rédigées en français par défaut.
L'arrêté de 2016 relatif au diplôme national de doctorat, précise les possibilités d'y déroger en cas de co-tutelle, qui nécessite alors un résumé substantiel en français. Depuis le 1er mars 2022, l'avant-dernière ligne de l'Article L412-1 du Code de la recherche simplifie l'usage du titre de docteur en précisant que "Les titulaires du diplôme national de doctorat peuvent faire usage du titre de docteur dans tout emploi et en toute circonstance".

## Organisation du doctorat

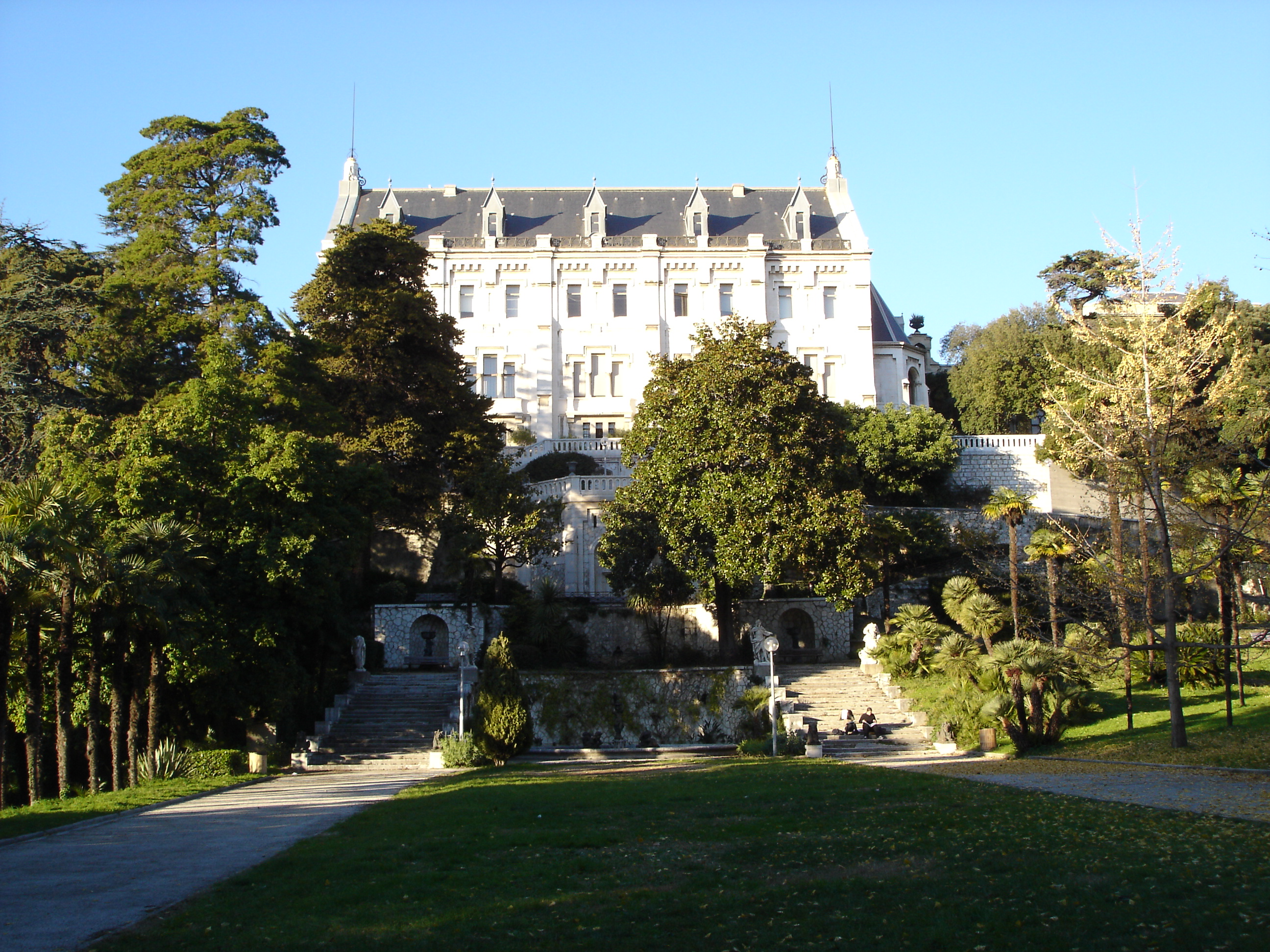
Château de Valrose de l'Université Cote-d'Azur qui abrite la salle des thèses

Le doctorat est actuellement régi par les textes suivants : 
- Code de l'éducation, art. L612-7[47]  ;
- Code de la recherche, art. L412-1 et L412-2[48] ;
- Code de l'éducation, article D613-1 à D613-13 sur les grades, titres et diplômes[49] ;
- Code de l'éducation, articles D612-42 à D612-47 sur le mécénat de doctorat des entreprises[50] ;
- Arrêté du 25 mai 2016 fixant le cadre national de la formation et les modalités conduisant à la délivrance du diplôme national de doctorat[44] ;
- Article 32 de la Loi de programmation de la recherche pour les années 2021 à 2030 (LPR) du 21 décembre 2020[51].

Selon l'article L612-1 du Code de l'éducation, le doctorat sanctionne les connaissances, les compétences ou les éléments de qualification professionnelle acquis au cours du troisième cycle des études supérieures. Selon l'article L612-7, le troisième cycle est une formation par la recherche qui comporte, dans le cadre d'une formation doctorale, la réalisation individuelle ou collective de travaux scientifiques originaux. Cette formation doctorale est organisée en étroite liaison avec des laboratoires ou des équipes de recherche dont la qualité est reconnue. Elle constitue une expérience professionnelle de recherche, sanctionnée, après soutenance de thèse, par la collation du grade de docteur.
La formation doctorale est organisée par les écoles doctorales. Elle comprend un encadrement scientifique personnalisé ainsi qu'une formation collective comportant des enseignements, séminaires ou stages destinés à conforter la culture scientifique des étudiants, à préparer leur poursuite de carrière dans le secteur public comme dans le secteur privé et à favoriser leur ouverture internationale.
Le diplôme de doctorat est délivré après la soutenance d'une thèse, originale ou sur travaux. Cette thèse ou ces travaux peuvent être individuels ou, si la discipline le justifie, collectifs, déjà publiés ou inédits. Le diplôme de doctorat confère à son titulaire le titre de docteur.

### Sélection
La personne candidatant à la préparation d'un doctorat (on parle de doctorant ou de doctorante) doit être titulaire d'un diplôme national de master ou d'un autre diplôme conférant le grade de master, à l'issue d'un parcours de formation établissant son aptitude à la recherche.
Selon l'arrêté du 25 mai 2016, la politique de choix des doctorants est définie et mise en œuvre par chaque école doctorale et doit être fondée sur des critères explicites et publics. Après avis des directeurs de thèse, et après délibération du conseil de l'école doctorale, l'inscription peut être proposée par le directeur de l'école doctorale au directeur de l'établissement habilité à délivrer le doctorat considéré et prononcée par ce dernier. 
Outre les exigences sur la qualité académique du dossier du candidat, de nombreuses écoles doctorales conditionnent cette inscription à l'obtention préalable d'un financement doctoral couvrant la durée de la thèse. Ce financement peut provenir, entre autres, d'un contrat doctoral pour les doctorats effectués dans les établissements publics, ou, dans le cas d'une collaboration avec un acteur du privé, d'un contrat Cifre associé à une subvention, tous deux accordés par l'ANRT. Dans ce cas, le recrutement Cifre fait l'objet d'une évaluation par un expert scientifique mandaté par l'ANRT de la valeur scientifique du projet de doctorat et de l'adéquation du profil du candidat.
Dans le cas d'une troisième inscription, l'avis du comité de suivi individuel du doctorant est aussi impératif.
Le directeur de l'école doctorale doit en particulier s'assurer que les conditions scientifiques, matérielles et financières soient réunies pour garantir le bon déroulement des travaux de recherche du candidat. Il doit en outre s'assurer de la qualité du projet de recherche doctoral après avis du directeur de l'unité de recherche concernée.

### Encadrement
Le diplôme national de doctorat est toujours préparé au sein d'une école doctorale. Ses conditions d'encadrement peuvent différer selon plusieurs cas :
- par défaut, l'encadrement est effectué par un ou une directrice doctorale[44], rattaché à l'école doctorale d'inscription. La ou le doctorat effectue son doctorat dans un laboratoire de recherche rattaché à son école doctorale. L’inscription et la soutenance de thèse ont lieu dans l'établissement d'inscription, qui délivrera le doctorat ;

- l'encadrement en codirection[56], c'est-à-dire avec plusieurs directrices ou directeurs de recherche. La ou le directeur doctoral est rattaché à l'école doctorale d'inscription, et la codirection peut être partagée avec une autre personne, deux si une d'entre elles est une personne du monde socio-économique reconnue pour ses compétences dans le domaine. L’inscription et la soutenance de la thèse ont lieu dans l’établissement d'inscription, qui délivrera le doctorat ;

- l'encadrement en cotutelle[57], où le diplôme est co-accrédité entre un établissement d'enseignement supérieur français et un ou plusieurs établissements d'enseignement supérieur étrangers. Un doctorats de chaque établissement d'inscription sera alors délivré, ou un doctorat signé des différents établissements. Une convention de cotutelle établit les modalités du doctorat. La législation française s'applique alors, sauf incompatibilité avec la législation s'appliquant à l'un des établissements étrangers. La convention de cotutelle précise alors les conditions de dérogation à la législation française. La ou le doctorant ne paiera alors de frais d'inscription que dans un seul établissement, dans des conditions précisées par la convention, et une seule soutenance a lieu ;

- l'encadrement en convention industrielle de formation et de recherche (CIFRE) ajoute à la direction doctorale normale un ou une tutrice scientifique au sein de l'entreprise[55]. La ou le doctorant est salarié de l’entreprise, qui reçoit une subvention de l’État à ce titre.

### Préparation du doctorat
Les doctorants effectuent leurs travaux sous le contrôle et la responsabilité d'un directeur de thèse rattaché à l'école doctorale ou, dans le cadre d'une codirection, de deux codirecteurs de thèse dont au moins un rattaché à l'école doctorale, notamment lorsque le travail doctoral est effectué dans un organisme d'accueil non- universitaire associé à l'école doctorale.
Les fonctions de directeur ou de codirecteur de thèse peuvent être exercées :
- par les professeurs des universités et assimilés ;
- par les personnels des établissements d'enseignement supérieur, des organismes publics de recherche et des fondations de recherche habilités à diriger des recherches ;
- par des docteurs choisis en raison de leur compétence scientifique par le chef d'établissement, sur proposition du directeur de l'école doctorale et après avis du conseil scientifique de l'établissement.

Au cours de la préparation de leur doctorat, les doctorants doivent généralement suivre des formations d'accompagnement et/ou participer à des enseignements, séminaires, missions ou stages organisés dans le cadre de l'école doctorale.
Selon la réglementation en vigueur (article 14 de l'arrêté de 2016), la préparation du doctorat doit s'effectuer, « en règle générale », en 3 ans temps plein, sans pouvoir dépasser 6 ans,,. La prolongation éventuelle de la durée de préparation est soumise, sur demande motivée du candidat, à l'obtention d'une dérogation accordée par le chef d'établissement, sur proposition du directeur de l'école doctorale et après avis du directeur de thèse et du conseil de l'école doctorale.
La préparation du doctorat correspond, selon la loi, à la fois à « une formation par la recherche » (dans l'esprit de l'ancien diplôme de docteur de 3e cycle) et à une « expérience professionnelle de recherche » (dans l'esprit de l'ancien doctorat d'État).
Depuis les années 2000, des doubles cursus médecine-sciences, sciences pharmaceutiques-sciences et odontologie/médecine bucco-dentaire-sciences sont organisés par plusieurs universités, des ENS et l'école de l'INSERM Liliane Bettencourt, pour permettre aux étudiants se destinant à la recherche de combiner plus facilement leur formation médicale avec une formation scientifique. Dans ces parcours, l'obtention du diplôme national de doctorat peut parfois précéder celle du diplôme d'État de docteur en médecine.

### Soutenance de la thèse
Lorsque le doctorant a accumulé suffisamment de matière, il rédige un mémoire appelé manuscrit de thèse ou mémoire de thèse.
En vertu de l'article L612-7 du Code de l'éducation, le doctorant peut présenter, dans le cadre d'une « thèse sur travaux », en lieu et place de la thèse, un « ensemble de travaux scientifiques originaux ». En pratique, cette soutenance, par défaut publique, est dirigée par un jury personnels chercheurs ou enseignant-chercheurs dépourvu de conflits d'intérêts,. Depuis septembre 2022, lors de l'inscription ou réinscription, le ou la doctorante signe la charte du doctorat intégrant le serment et prononce, à l'issue de la soutenance, un serment engageant à respecter les principes d'intégrité scientifique,,.
Du fait d'une évaluation tout au long du doctorat, il est exceptionnel que le titre de docteur soit refusé aux candidats autorisés à soutenir leur thèse. Il s'agit plutôt d'une reconnaissance de la valeur du travail effectué et d'une intronisation.

### Publication de la thèse
Le Catalogue des thèses et écrits académiques, publié par le Ministère de l'Instruction publique, puis de l'Éducation nationale, s'étale de 1885 à 1959. Il devient ensuite le Catalogue des thèses de doctorat soutenues devant les universités françaises, puis, à partir de 1981 l'Inventaire des thèses de doctorat soutenues devant les universités françaises. Sciences. Toutes les thèses de de France, à partir de 1972, sont recensées dans le Système universitaire de documentation (SUDOC) ; le portail theses.fr recense toutes les thèses depuis 1985, y compris les thèses en cours.
L'arrêté du 25 mai 2016 précise que le doctorant doit déposer sa thèse un mois avant la date prévue pour la soutenance au service chargé du doctorat de son établissement d'enseignement supérieur. La thèse doit être fournie à la fois en version numérique et sur support papier destinés aux membres du jury, lorsque ceux-ci en ont exprimé la demande. Le dépôt est accompagné d'un résumé en français et un résumé en anglais ainsi qu'une liste de mots-clés. Il comprend notamment les métadonnées nécessaires à la description, la gestion, la diffusion et l'archivage de la thèse, conformes à la recommandation nationale TEF (thèses électroniques françaises). Ces informations sont transmises au service de la bibliothèque de l'établissement.
Si le jury a demandé l'introduction de corrections dans la thèse, le nouveau docteur dispose d'un délai de trois mois pour déposer sa thèse corrigée sous forme électronique.
L'établissement de soutenance procède au dépôt de la version validée de la thèse dans l'application nationale Star, gérée par l'Agence bibliographique de l'enseignement supérieur, qui assure l'enregistrement de la thèse (version définitive et description), le signalement dans le catalogue Sudoc, l'attribution d'un identifiant permanent, l'envoi de la version d'archivage au Centre informatique national de l'enseignement supérieur.
Sauf si la thèse présente un caractère de confidentialité avéré, sa diffusion est assurée dans l'établissement de soutenance et au sein de l'ensemble de la communauté universitaire. La diffusion en ligne de la thèse au-delà de ce périmètre est subordonnée à l'autorisation de son auteur, sous réserve de l'absence de clause de confidentialité.
Il peut arriver que tout ou partie du contenu d'une thèse soit soumis au secret défense. Dans ce cas particulier, les dispositions relatives au secret-défense en vigueur dans le pays de soutenance sont appliquées à la thèse. Ces dispositions consistent le plus souvent en une occultation du contenu soumis au secret, mais peuvent parfois prendre la forme de non publication intégrale. Dans ce cas, le dépôt légal prend la forme d'une indexation sans que le contenu du mémoire ne soit accessible.
En France, l'acteur principal de la diffusion électronique des thèses est le Centre pour la Communication Scientifique Directe, qui met en ligne le site TEL (Thèses-en-Ligne), qui fonctionne sur le principe des archives ouvertes et où les docteurs peuvent déposer la thèse qu’ils viennent de soutenir, le plus souvent en format PDF, sans contrôle ni procédure institutionnelle. Cependant certaines institutions ou laboratoires de recherche ont mis en place en amont au niveau local un circuit de gestion des thèses de leurs doctorants dans TEL. L’agence bibliographique de l'enseignement supérieur (ABES) qui dépend de l’enseignement supérieur et de la recherche, est en train de tester un dispositif national de dépôt électronique des thèses STAR, mais ne propose pas de site de diffusion. Pour la diffusion en ligne dans les projets cités ci-dessus, l’auteur reste en général titulaire de l’intégralité de ses droits d’auteur et sa thèse est protégée par un accord contractuel soit par une propriété intellectuelle, soit par un système de droits tels que les Creative Commons.
Certaines thèses donnent lieu à une édition chez un éditeur. Dans ce cas l’ouvrage publié ne correspond presque jamais à la version canonique de la thèse mais à une version allégée et réécrite afin d’être accessible à un plus large public que le seul public des chercheurs.

### Délivrance du doctorat
Depuis l'arrêté du 25 mai 2016 relatif à la formation doctorale, l'habilitation à délivrer le doctorat est conférée à un établissement par arrêté d'accréditation.
L'annuaire des formations doctorales et des unités de recherche mis en place par le Ministère de l'enseignement supérieur et de la recherche permet d'identifier chaque école doctorale et la qualité de l'établissement (établissement associé, accrédité).
La loi n° 2002-73 dite de modernisation sociale du 17 janvier 2002 permet l'obtention du doctorat par la validation des acquis de l'expérience.
L'arrêté du 25 mai 2016 relatif au diplôme national de doctorat venu le remplacer a précisé le cadre des cotutelles et codirection, et imposé une limite au nombre de doctorantes et doctorants encadrés simultanément.

## Doctorants en France

### Terminologie
En France, on désigne par le terme de « doctorant » ou « jeune chercheur » (plus large, qui inclut les docteurs contractuels) la personne qui travaille un projet de recherche doctoral dont le terme est la soutenance d'une thèse de doctorat (on trouve parfois les termes « thésard », dont le suffixe est moins valorisant et focalise sur l'un des attendus du doctorat, la thèse, ou encore « étudiant en thèse », traduction littérale de PhD student qui désigne aux États-Unis l'étudiant de Master avant la sélection d'entrée en doctorat, devant alors PhD candidate, ce terme met alors en exergue le statut étudiant). La généralisation du terme « doctorant » est relativement récente ; il a remplacé le terme « thésard », parfois perçu comme ayant une consonance péjorative, et « étudiant en thèse ».
À côté de ce qualificatif, lié à l'inscription universitaire, existe également une appellation statutaire que peut avoir le doctorant dans le champ professionnel, que ce statut soit directement associé à la préparation du doctorat ou non (ex. : ingénieur d'études, professeur du second degré).
Le terme d'« étudiant en thèse » apparaît avec la création des doctorats de troisième cycle au cours des années 1950-60. En effet, comme c'est le cas actuellement pour l'habilitation à diriger des recherches, les personnes préparant les doctorats en sciences, en lettres ou en droit créés en 1808 ne devaient prendre une inscription universitaire que l'année de leur soutenance, par contre les doctorats de 3e cycle avaient une durée bien déterminée et demandaient une inscription chaque année.

### État des lieux
En 2019, la France compte 70 400 personnes inscrites en doctorat, toutes disciplines confondues (après 68 000 en moyenne entre 1994 et 2002 et 67041 en 2003). Environ 9 000 thèses de doctorat sont soutenues chaque année (10400 en moyenne entre 94-95 et 01-02, 8087 en 2003), environ 17 400 doctorants prennent une première inscription par an (moyenne entre 1994 et 2002, 15574 en 1999 et 18378 en 2000) soit 2,32 % de la classe d'âge, pour environ 120 000 titulaires du grade de master par an (16 % de la classe d'âge), 187 000 licenciés (25 % de la classe d'âge), et 500 000 bacheliers (66 % de la classe d'âge), la classe d'âge étant de 750 000.
Le taux d'abandon en cours de doctorat est important : il concerne 10 à 30 % des doctorants pour les sciences dites dures et plus de 60 % pour les sciences sociales. Les raisons invoquées pour expliquer l'abandon sont le fait d'avoir trouvé un emploi, des raisons financières ou une perte d'intérêt pour les études due à des raisons personnelles (naissance d'un enfant, etc.). Après avoir frôlé les 10 000 thèses soutenues sur l'année 1994, la France s'est depuis stabilisée sous ce chiffre. Par comparaison, il y a 15 000 soutenances de doctorats en Allemagne. Selon la direction de l'évaluation, de la performance et de la prospective du ministère de l'enseignement supérieur, le nombre de doctorants devrait diminuer de plus de 30 % entre 2007 et 2017.
Un quart des doctorats sont soutenus par des étudiants étrangers. Entre 1995 et 2001, 10400 doctorats par an, en moyenne, ont été conférés, dont 20 % à des étrangers (8087 en 2003, conséquence de la bulle internet). 18 mois après la soutenance de leur thèse, 27 % des docteurs sont titulaires d'un poste dans l'enseignement supérieur ou la recherche publique, 25 % sont en entreprise et 42 % sont en contrat précaire ou au chômage. L'âge médian d'obtention du doctorat était en 1998 de 29,3 ans (27,8 en chimie, 36,7 en sciences sociales). La poursuite de carrière des docteurs connaît certaines difficultés depuis 1990, année à partir de laquelle le nombre de docteurs diplômés par an s'est mis à croître de manière significative (à la suite du doublement du nombre des allocations de recherche et à leur importante revalorisation salariale, décidés en 1989 par Lionel Jospin), passant de moins de 7000 diplômés en 1990 à 10600 diplômés en 1994. Cette augmentation de plus de 50 % s'est faite dans un contexte de stagnation des débouchés dans le secteur public et privé (en 2006, 2100 postes de maître de conférences (3200 en 1998) étaient proposés sur un total d'environ 25000 inscrits sur la liste de qualification, 10 % des nouveaux qualifiés obtenant un poste la première année, le nombre de postes de chargés de recherche de 2e classe des EPST est d'environ 350 à 500 par an, avec environ autant d'offres de postes équivalentes dans les EPIC). Ceci a conduit à un fort accroissement des situations précaires (CDD ou chômage) parmi les jeunes docteurs, passant de 10 % parmi les diplômés de moins d'un an en 1990 à 40 % en 1997. Le développement des contrats à durée déterminée (CDD) pour les chercheurs (appelés familièrement « post-doc » pour post-doctoral research fellow) et les enseignants-chercheurs (ATER) constitue un nouvel anneau de stockage du flux des jeunes diplômés qui ne règle pas à moyen et long terme le problème du déséquilibre de l'emploi doctoral que l'on évalue à 2500 à 3000 docteurs/an (constituant selon les points de vue un surplus de docteurs ou un déficit d'emplois) et conduit inévitablement au phénomène de « fuite des cerveaux » (on estime à 10000 le nombre de docteurs français expatriés) ou à l'occupation d'emplois sous-qualifiés par les docteurs.
Le caractère légal de ce statut de chercheur post-doctoral a d'ailleurs été remis en cause par la Cour d'appel de Paris (par arrêté de novembre 2008), dans le cas d'un contrat dans un EPIC. En effet, un post-doctorant a obtenu 34 800 euros de dommages et intérêts de la part du CEA : la fin du contrat CDD a été reconnu comme un licenciement sans cause réelle et sérieuse. Ce jeune chercheur a démontré que la justification de l'utilisation d'un CDD - le post-doctorat serait un "complément de formation" - était fausse car le jeune chercheur exerce un poste de chercheur à part entière.
L'enquête du CEREQ de 2005 indique que 3 ans après leur soutenance, parmi les docteurs diplômés en 2001 ayant un emploi, 33 % des docteurs sont chercheurs ou enseignants-chercheurs titulaires dans le secteur public (représentant ~2700 postes), 14 % sont non titulaires, 15 % sont chercheurs en CDI dans le secteur privé (représentant ~1250 postes) et 4 % en CDD. Les 34 % restants exercent une autre profession dans le public (15 %) ou dans le privé (19 %). Le taux de chômage s'élève à 11 % et le taux d'emploi précaire à 24 %. Une autre enquête du Ministère de l'Enseignement Supérieur et de la Recherche Scientifique datant de 2015 chiffre le pourcentage de docteurs en emploi stable (CDI ou Fonctionnaires), toutes disciplines confondues à 52,8% 1 an après obtention du diplôme. 3 ans après soutenance, l'insertion professionnelle en emploi stable ne croit qu'à 69,2%. L'association Bernard Gregory est la principale instance française consacrée au devenir des docteurs.

### Statut social des doctorants
Depuis le décret du 23 avril 2009, un nouveau type de contrat, appelé contrat doctoral, remplace notamment les anciens contrats d’allocataire de recherche et de moniteur de l’enseignement supérieur. Il peut être proposé à tous les doctorants, qu'ils soient recrutés par les établissements publics d'enseignement supérieur ou par ceux de recherche. D'une durée de trois ans, il apporte toutes les garanties sociales d’un vrai contrat de travail conforme au droit public et fixe une rémunération minimale (depuis le 1er septembre 2016, 1 758 euros bruts mensuels, soit environ 1 400 euros net mensuel).
Il existe cependant toujours plusieurs types de doctorants :
- les doctorants titulaires d'un contrat de travail à durée déterminée signé spécifiquement pour la réalisation d'un travail doctoral (en général d'une durée de trois ans, avec un régime dérogatoire pour les contrats privés) : soit avec un établissement d'enseignement supérieur, un rectorat ou un établissement public scientifique et technique en tant qu'agent public non titulaire en contrat à durée déterminée (dans le cadre d'un contrat doctoral), soit avec un établissement public industriel et commercial en contrat à durée déterminée de droit privé (avec un contrat spécifique), ou encore avec une entreprise (par l'intermédiaire d'une convention industrielle de formation par la recherche, dite CIFRE). Les fondations de droit privé ou fondations de coopération scientifique forment un autre type de structures pouvant accueillir des doctorants ayant un contrat doctoral, en signant préalablement une convention spécifique avec un établissement d'enseignement supérieur. Le contrat le plus répandu (4000/an) reste néanmoins le contrat doctoral. Des postes d'attaché temporaire d'enseignement et de recherche (4869 recrutements en 2006[88]) sont également disponibles pour préparer ou terminer un doctorat. Pour des raisons historiques, nombre de ces contrats sont encore appelés « bourses », ce qui est défavorable à la reconnaissance de la préparation d'un doctorat en tant que véritable expérience professionnelle et induit des ambiguïtés sur la nature de la rémunération perçue. Ce statut est celui de la grande majorité des doctorants en sciences dites « dures ». Dans ces matières, le financement des doctorats est obligatoire dans la grande majorité des établissements ;

- les doctorants recevant des libéralités, c’est-à-dire une rémunération non reconnue comme un salaire par l'organisme payeur et privant par conséquent le doctorant de tout ou partie des droits sociaux salariaux. Les organismes proposant ces libéralités peuvent être aussi bien des organismes privés (associations) ou publics (écoles dépendant du ministère de l'Industrie par exemple). Cette pratique est en principe en voie de disparition car relevant du travail illégal en France. Ces pratiques persistent cependant à travers des contrats de droit étranger de doctorants travaillant en France ;

- les doctorants fonctionnaires : ce sont des fonctionnaires en position normale d'activité, et dont la fonction est d'effectuer un doctorat, par exemple dans un laboratoire de recherche rattaché à un établissement public. Ils reçoivent donc à ce titre une rémunération correspondant à leur corps et leur grade. Ce sont généralement des personnes achevant leur scolarité dans une des écoles de la fonction publique française. D'autres fonctionnaires peuvent néanmoins choisir de préparer leur doctorat sur leur temps libre, ce qui peut rallonger considérablement le temps de préparation ;

- les autres sont non financés pour leur travail de recherche (à 95 % des doctorants en sciences humaines et sociales, qui représentent 65 % des cas). Généralement, ils exercent une activité extérieure salariée pour subvenir non seulement à leurs besoins quotidiens, mais aussi pour financer leur travail de recherche : photocopier, acquérir des matériels informatiques, notamment de traitement de texte, se réinscrire chaque année, voyager si leur projet doctoral nécessite des conseils, suggestions ou consultation de documents ou de terrains d'études au-delà des frontières nationales auprès de professeurs étrangers. On constate que le taux de non financement est comparable au taux d'abandon, la question de savoir dans quelle mesure ces taux sont réellement corrélés n'est pas tranchée[79],[80].

D'après le dernier rapport de l'Observatoire de l'emploi scientifique, en 2004, les docteurs représentaient seulement 13 % des effectifs de chercheurs dans les entreprises alors que les ingénieurs diplômés non docteurs en représentaient 50 %. Cette répartition se retrouve dans le recrutement, les entreprises privilégiant les ingénieurs diplômés vis-à-vis des docteurs. Cet état de fait est une spécificité française[réf. nécessaire]; en Allemagne, par exemple, une part importante des cadres d'entreprises, voire des dirigeants d'entreprises du DAX, sont docteurs. On expliquait généralement cet état de fait par l'existence en France du système extra-universitaire des « grandes écoles » auquel l'État a confié dès la fin du XVIIIe siècle la formation professionnelle supérieure. Cependant, ces grandes écoles sont maintenant habilitées à délivrer des doctorats, à l'image de l'École polytechnique, HEC, Centrale Supelec, Centrale Lyon. La création récente des COMUE et l'association avec le monde universitaire a, dans certains cas, fait remonter la diplomation au niveau de celles-ci.

## Titre et grade de docteur
Dans la plupart des pays, les docteurs sont désignés par leur titre dans les correspondances, les actes et documents officiels (par exemple dans un mémoire de thèse) et lors de leur présentation en public (lors d'une conférence par exemple).
En France, seul le diplôme national de doctorat donne le grade et le titre de docteur. L'article L412-1 du code de la recherche précise que « Les titulaires du diplôme national de doctorat peuvent faire usage du titre de docteur dans tout emploi et en toute circonstance. ». Cette formulation est en vigueur depuis la loi n° 2020-1674 du 24 décembre 2020.
Les diplômes de docteur d'État en santé ouvrent aussi droit au titre de docteur mais ne donnent pas le grade de doctorat,, bien que l'on trouve encore l'affirmation contraire. Ils sont obtenus à l'issue d'une soutenance de thèse d'exercice. Ces diplômes ne doivent pas être confondus avec les anciens doctorats d'État en biologie humaine, doctorat d'État en sciences pharmaceutiques et doctorat d'État en odontologie qui sont des doctorats de type recherche.
Pourtant, contrairement à de nombreux pays, le titre de « docteur » dans la vie et les actes n'est en général utilisé que pour les médecins, les vétérinaires, les pharmaciens et les dentistes qui y ouvrent droit.[réf. nécessaire] Cet usage peut aujourd'hui sembler paradoxal dans la mesure où ces praticiens ne possèdent en général pas le grade universitaire de docteur. L'usage académique majoritaire dans le monde est plutôt de réserver cette appellation aux titulaires d'un doctorat universitaire[réf. nécessaire].
Le Doctorat honoris causa est un titre honorifique pouvant être remis par une université ou un autre établissement public à caractère scientifique, culturel et professionnel à des personnalités de nationalité étrangère en raison de services éminents rendus aux arts, aux lettres, aux sciences et techniques, à la France ou à l'établissement qui décerne le titre. Il ne peut conférer à son titulaire les droits attachés à la possession du diplôme national de doctorat.
Le fait de faire usage sans droit du titre de docteur, comme de tout diplôme officiel, est passible d'un an d'emprisonnement et 15 000 € d'amende ainsi que d'une interdiction de l'activité de prestataire de formation professionnelle continue pour une durée de cinq ans.
Un établissement privé ne peut décerner un diplôme ou un grade de doctorat, sous peine de 30 000 € d'amende.

## Poursuite de carrière
Après leur doctorat, l'essentiel des titulaires de diplôme national de doctorat occupent des postes  de cadres,, dont un tiers occupe des postes en recherche et développement.
Parmi les postes occupés en dehors de la recherche et développement :
- l'enseignement pour un tiers,
- les fonctions support, avec entre autres les activités administratives, de gestion, de finance ainsi que les activités juridiques (notamment la propriété industrielle), la valorisation et le management ;
- le conseil (10,1 %), l'informatique (8,6 %), et la production (5,2 %) ;
- la direction d'entreprise (4,9 %) ;
- les postes commerciaux, la communication et le marketing (10 %)[102].

Si la poursuite de carrière des docteurs est globalement très bonne, avec des taux d'emplois et des salaires élevés, elle reste difficile dans les années qui suivent le diplôme, où 45 % des docteurs entre 2010 et 2015 étaient encore dans un emploi à durée déterminée durant les cinq années qui suivent l’obtention du diplôme. Parmi les titulaires de doctorat qui travaillant dans l’enseignement et la recherche publics, ce taux est de 55 %, là où il est de 68 % pour les personnes qui sortent d'écoles d'ingénieurs, de 44 % après un master recherche et de 35 % après un master professionnel (avant la fusion entre master professionnel et recherche). La majorité des titulaires de doctorat travaillent dans l'enseignement et la recherche publics, 6 % dans les autres fonctions publiques et 41 % dans le secteur privé. « Le taux de chômage élevé des docteurs pendant les premières années qui suivent l’obtention du doctorat illustre également cette difficile entrée sur le marché de l’emploi. Parmi les docteurs diplômés depuis moins de cinq ans, ils sont 14 % au chômage. À titre de comparaison, le taux de chômage est moins élevé parmi les diplômés de niveau master (13 %) et parmi les sortants d’écoles d’ingénieurs (8 %) et de commerce (9 %) »,. « Face au flux de 14 000 nouveaux docteurs/an (pour l’ensemble des disciplines), l’enseignement supérieur et la recherche publique n’offrent que 2 500 postes ».

## Associations
En France, depuis 1995, de nombreux doctorants, auparavant confinés dans leurs laboratoires, se sont regroupés localement au sein de nombreuses associations afin de faire reconnaître leur statut spécifique. En France, les principales associations nationales de doctorants et docteurs sont :
- la Confédération des jeunes chercheurs (CJC) ;
- l'Andès, Association nationale des docteurs ;
- la Guilde des doctorants (GDD), ancienne association consacrée à la promotion de la formation par la recherche, ayant existé de 1997 à 2005, et dont des archives ont été reprises par l'Andès.

Une association (dont les membres ne sont pas des docteurs) vise à favoriser l'emploi des docteurs dans les entreprises, l'Association Bernard Gregory (ABG).
Un annuaire des associations françaises de jeunes chercheurs est proposé par la Guilde des doctorants et tenu à jour par les associations elles-mêmes. L'association Contact met à disposition l'outil et le réseau ADUM, outil de gestion utilisé par certains établissements.
En Europe, Eurodoc, le Conseil européen des doctorants et jeunes docteurs, est une confédération qui a pour but de représenter des doctorants et jeunes docteurs au niveau européen.